# Такопина, Джозеф
Джозеф «Джо» Такопина (англ. Joseph Tacopina, род. 14 апреля 1966 года, Бруклин, Нью-Йорк, США) — американский адвокат и спортивный менеджер итальянского происхождения, с 2021 года — президент и владелец футбольного клуба СПАЛ.

## Биография
Родился 14 апреля 1966 года в Бруклине, в семье итальянских эмигрантов, вырос в районе Шипсхед-Бей.
В 1991 году поступил в Школу права Квиннипэкского университета. Позже основал собственную адвокатскую контору «Tacopina Seigel & DeOreo», главный офис которой расположен на Манхэттене.
В 2019 году Такопина был назван Человеком года по версии Комиссии штата Нью-Йорк по социальной справедливости.
Его деятельность также послужила основой для сюжета драматического телесериала «Защитник» с Саймоном Бейкером в главной роли, транслировавшегося каналом CBS на протяжении трёх сезонов, в период с 25 сентября 2001 года по 4 мая 2004 года.
Клиентами Такопины являлись многие знаменитости, включая Майкла Джексона, Jay-Z, Алекса Родригеса, Лилло Бранкато, Meek Mill и др.

### Карьера футбольного функционера
Первым футбольным клубом в карьере Такопины стала «Рома», совладельцем и сопредседателем совета директоров которой он являлся в 2011—2014 годах.
В сентябре того же года Джозеф совместно со своими бизнес — партнерами приобрел акции «Болоньи», выступавшей в тот период в Серии В.
В одном из тогдашних интервью местным СМИ предприниматель пообещал вложить в развитие команды 100 млн € и построить для клуба новую арену стоимостью в 60 млн €.
Под его руководством коллектив в 2015 году сумел выйти в высший дивизион, обыграв «Пескару».
20 сентября того же года функционер принял решение об уходе в отставку с поста президента команды, месяц спустя купив «Венецию».
При участии предпринимателя «Венеция» смогла серьёзно выправить свое финансовое положение, вернувшись во второй по значимости дивизион, а в 2021 году и вовсе выйдя в Серию А.
16 января 2021 года было объявлено о приобретении Такопиной команды «Катания», выступавшей в Серии С, однако вскоре он отказался от дальнейшего финансирования клуба и покинул его.
13 августа 2021 года итальянское издание «La Nuova Ferrara» сообщило о покупке местного городского футбольного клуба СПАЛ личной компанией Такопины. На предшествующей данному заявлению пресс-конференции бизнесмен признался, что очень доволен приобретением и планирует вывести команду на новые вершины, пригласив в команду новый тренерский штаб и увеличив её трансферный бюджет.
Джозеф женат, его супругу зовут Патриция, семья в данный момент проживает в городе Уэстпорт, штат Коннектикут. У Такопины и его жены есть пятеро детей.